# Antoine-Laurent de Jussieu
Pour les articles homonymes, voir Jussieu.
Pour les autres membres de la famille, voir Famille de Jussieu.
Antoine-Laurent de Jussieu, né le 12 avril 1748 à Lyon et mort le 17 septembre 1836 à Paris, est un botaniste français.

## Biographie
Neveu d'Antoine, de Bernard et de Joseph de Jussieu, il commence ses études à Lyon. En 1766, son oncle, Bernard, l'appelle auprès de lui à Paris, où il termine ses études de médecine. En 1773, il présente son Examen de la famille des Renoncules à l'Académie des sciences, ce qui lui vaut d'y être élu membre. En 1770, il remplace Louis-Guillaume Le Monnier au poste de démonstrateur au Jardin du roi.
Il développe les idées de son oncle Bernard de Jussieu sur la classification des végétaux suivant un système basé sur la morphologie des plantes. En 1774, il fait paraître son Exposition d'un nouvel ordre des plantes, adopté dans les démonstrations du Jardin royal dans les Mémoires de l'Académie des sciences, complétée quinze ans plus tard par son Genera plantarum secundum ordines naturales disposita. 
Georges Cuvier en parlera comme d'«un livre admirable, qui fait dans les sciences d'observation une époque peut-être aussi importante que la chimie de Lavoisier dans les sciences d'expérience ». La méthode employée par Antoine-Laurent dans son Genera Plantarum sera reprise en zoologie par Cuvier avec sa loi de subordination des organes, et affinée puis formalisée par Augustin Pyrame de Candolle, qui la complétera en apportant de nouvelles distinctions dans la classification. Cette œuvre est à la base de toute la classification actuelle des végétaux supérieurs ; en effet, on y retrouve la majorité des genres et familles décrites par Antoine-Laurent, qui ont été postérieurement corrigées et/ou complétées, puis enfin confortées par les résultats de la phylogénie.
Franc-maçon, il est membre de la loge des Neuf Sœurs.
En 1794, il est nommé directeur du nouveau Muséum national d'histoire naturelle, et il y fonde immédiatement une bibliothèque. En 1804, il occupe la chaire de Professeur de botanique à la faculté de médecine de Paris, il y restera jusqu'en 1826. En 1829, il devient membre étranger de la Royal Society. Devenu presque aveugle, il se démet de sa chaire au Muséum au profit de son fils Adrien.
Il est inhumé au cimetière du Montparnasse (1re division).
En 1838, son nom est donné en hommage à la rue Saint-Victor, qui devient rue Jussieu.

## Publications scientifiques
- 1770 : An aeconomiam animalem inter et vegetalem analogiae ou Comparaison de la structure et des fonctions des organes végétaux avec les phénomènes de la vie animale (Thèse défendue devant la faculté de médecine de Paris)
- 1773 : Mémoire sur la famille des renonculacées Dans : Histoire de l'Académie Royale des Sciences. Année 1773. Paris 1777, p. 214–240 (en ligne).
- 1774 : Exposition d'un nouvel ordre de plantes adopté dans les démonstrations du Jardin royal Dans : Histoire de l'Académie Royale des Sciences. Année 1774. Paris 1777, p. 175–197 (en ligne).
- 1788-89 : Genera Plantarum, secundum ordines naturales disposita juxta methodum in Horto Regio Parisiensi exaratam. Paris 1789 (en ligne).
- [Saint-Hilaire et al. 1823] Auguste de Saint-Hilaire, René-Louiche Desfontaines, Pierre-André Latreille, Alexandre Brongniart et Antoine-Laurent de Jussieu, « Rapport sur le voyage de M. Auguste de Saint-Hilaire dans le Brésil et les missions du Paraguay » (lu à l'Académie royale des sciences, 8 p. ; aussi publié dans les Annales maritimes et coloniales, 1823, 2e partie, t. 1, p. 489-496), Histoire de l'Académie royale des sciences, Paris, impr. J. Smith,‎ 1823 (lire en ligne [sur gallica]).
- [1824] « Principes de la méthode naturelle des végétaux » (51 p.), Dictionnaire des sciences naturelles, Paris, F.G. Levrault, vol. 30,‎ 1824 (lire en ligne [sur gallica]).

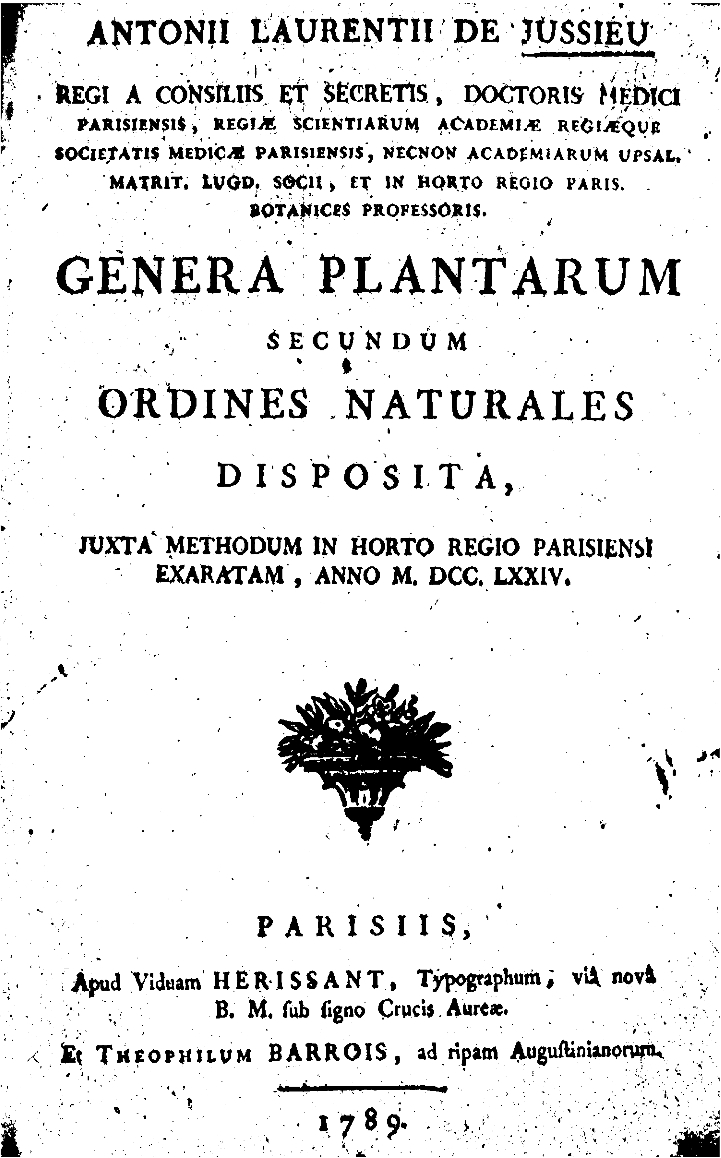

- Notice Historique sur le Museum d’Histoire Naturelle. Dans : Annales du Museum d’Histoire Naturelle. Paris 1802–1808:
  - Notice 1: Tome 1, 1802, p. 1–14 (en ligne).
  - Notice 2: Tome 2, 1803, p. 1–16 (en ligne).
  - Notice 3: Tome 3, 1804, p. 1–17 (en ligne).
  - Notice 4: Tome 4, 1804, p. 1–19 (en ligne).
  - Notice 5: Tome 6, 1805, p. 1–20 (en ligne).
  - Notice 6: Tome 11, 1808, p. 1–41 (en ligne).
- Méthode Naturelle des Végétaux. Dans : Dictionnaire des Sciences Naturelles. Tome 30, Straßburg/Paris 1824, p. 426–468 (en ligne).
- Introductio in historiam plantarum. Dans : Annales des Sciences Naturelles. Botanique. 2. partie, Tome 8, 1837, p. 97–160 et p. 193–239 (en ligne). - publié à titre posthume
- Mémoire sur les caractères généraux de familles tirés des graines, et confirmés ou rectifiés par les observations de Gautner.

Dans : Annales du Museum d’Histoire Naturelle. Paris 1804–1813:
- Mémoire 1: Tome 5, 1804, p. 216–228 (en ligne).
- Mémoire 2: Tome 5, 1804, p. 246–265 (en ligne).
- Mémoire 3: Tome 5, 1804, p. 417–429 (en ligne).
- Mémoire 4: Tome 6, 1805, p. 307–324 (en ligne).
- Mémoire 5: Tome 7, 1806, p. 373–392 (en ligne).
- Mémoire 6: Tome 8, 1806, p. 170–186 (en ligne).
- Mémoire 7: Tome 10, 1807, p. 307–332 (en ligne).
- Mémoire 8: Tome 12, 1808, p. 285–303 (en ligne).
- Mémoire 9: Tome 16, 1810, p. 169–180 (en ligne).
- Mémoire 10: Tome 18, 1811, p. 472–487 (en ligne).
- Mémoire 11: Tome 20, 1813, p. 459–468 (en ligne).

Dans : Mémoires du Muséum d'histoire naturelle. Paris 1815–1819:
- Mémoire 12: Tome 2, 1815, p. 436–443 (en ligne).
- Mémoire 13: Tome 3, 1817, p. 436–448 (en ligne).
- Mémoire 13: Tome 5. 1819, p. 226–248 (en ligne).
- Note: Tome 5, 1819, p. 247–248 (en ligne).

## Iconographie
Liste non exhaustive

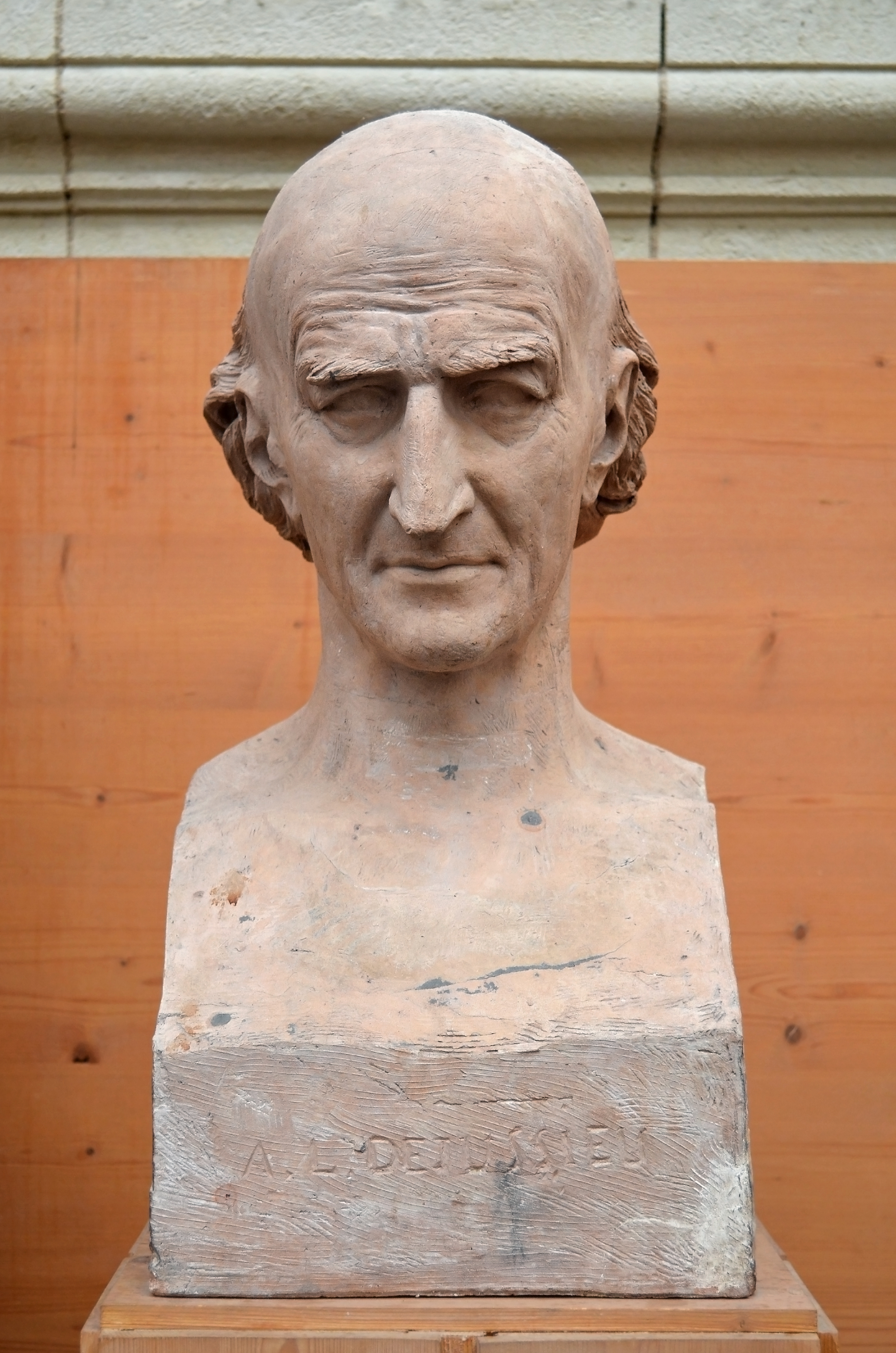
Buste de Antoine-Laurent de Jussieu par David d'Angers (1837).

- 1837 : Buste de Antoine-Laurent de Jussieu par David d'Angers (Galerie David d'Angers, Angers) ;
- 1842 : Laurent de Jussieu, statue commandée à Jean-François Legendre-Héral pour le prix de 10 000 Fr et destinée au Jardin du Roi, (l'actuel Jardin des plantes)[2]. Cette statue se trouve encore actuellement au Jardin des plantes, à Paris. Elle a d'abord été à l'entrée de l'aile gauche de la galerie de Minéralogie et de Géologie (l'entrée de l'ancienne galerie de Botanique) de 1842 à 2013. Depuis 2013, la statue se trouve à l'accueil de l'actuelle galerie de Botanique[3],[4].